# Olimi III
Olimi III est un homme politique ougandais, né le 9 septembre 1945 à Kabarole et mort le 26 août 1995 à Kampala. Il est souverain du royaume de Toro du 21 décembre 1965 à sa mort.